# Anicio Fausto Albino Basilio
Anicio Fausto Albino Basilio (in latino Anicius Faustus Albinus Basilius; fl. 541-547) è stato un politico bizantino l'ultimo console della storia romana, nel 541, se si esclude il consolato dell'imperatore Giustino II del 566 e quello di Tiberio II nel 579.

## Biografia
Non sono note le sue origini, sebbene il suo nome suggerisca che appartenesse alla famiglia aristocratica romana dei Decii: è probabile che fosse il nipote del console del 480, Cecina Decio Massimo Basilio, e forse era figlio del console del 493, Albino.
Il 1º gennaio 541 assunse il consolato a Costantinopoli senza collega. Il dittico consolare di Albino Basilio elenca i suoi titoli al momento dell'assunzione del consolato: vir inlustris, comes domesticorum, patricius e console ordinario.
Era a Roma quando Totila entrò in città il 17 dicembre 546, e fu costretto a fuggire.